# Acropora kimbeensis
Acropora kimbeensis е вид корал от семейство Acroporidae. Видът е световно застрашен, със статут Уязвим.

## Разпространение
Разпространен е в Австралия, Индонезия, Малайзия, Маршалови острови, Микронезия, Папуа Нова Гвинея, Провинции в КНР, Сингапур, Соломонови острови, Тайван, Тайланд, Филипини и Япония.

## Описание
Популацията им е намаляваща.